# L'uomo dai mille volti (film 2016)
L'uomo dai mille volti (El hombre de las mil caras) è un film del 2016 diretto da Alberto Rodríguez.
Il film è basato su fatti realmente accaduti e raccontati nel libro Paesa, el espía de las mil caras di Manuel Cerdán. Il protagonista è Eduard Fernández, che interpreta il ruolo di Francisco Paesa, un ex agente dei servizi segreti spagnoli che ha inscenato la sua morte dopo un famigerato scandalo di corruzione.

## Trama
Francisco Paesa è un ex agente segreto del governo spagnolo, responsabile di una delle più importanti operazioni contro il gruppo terroristico basco ETA. Dopo essere stato coinvolto in un caso di estorsione viene costretto a fuggire dalla Spagna, ritrovandosi con la vita, professionale e privata, rovinata. Un giorno riceve la visita dell'ex commissario di polizia Luis Roldán accompagnato dalla moglie Nieves, che gli offrono un milione di dollari per aiutarli a recuperarne dodici milioni che sono stati rubati.
In collaborazione con il suo amico Jesús Camoes, Paesa escogita un piano brillante e intricato degno dei migliori illusionisti.

## Distribuzione
Il film è stato presentato in anteprima il 17 settembre 2016 al Festival internazionale del cinema di San Sebastián. È stato poi distribuito nelle sale cinematografiche spagnole il 23 settembre. Successivamente è stato presentato in altri festival cinematografici internazionali, tra cui il London Film Festival.

## Riconoscimenti
- 2016 - Festival internazionale del cinema di San Sebastián
  - Concha de Plata al miglior attore a Eduard Fernández
  - Premio Feroz Zinemaldia a Alberto Rodríguez
  - Candidatura alla Concha de Oro per il miglior film
- 2017 - Premio Goya
  - Miglior sceneggiatura non originale a Alberto Rodríguez e Rafael Cobos
  - Miglior attore rivelazione a Carlos Santos
  - Candidatura per il Miglior film
  - Candidatura per il Miglior regista a Alberto Rodríguez
  - Candidatura per il Miglior attore protagonista a Eduard Fernández
  - Candidatura per il Miglior montaggio a José M.G. Moyano
  - Candidatura per la Miglior produzione a Manuela Ocón
  - Candidatura per la Miglior colonna sonora a Juan de la Rosa
  - Candidatura per la Miglior scenografia a Pepe Domínguez del Olmo
  - Candidatura per il Miglior sonoro a Daniel de Zayas, José Antonio Manovel, César Molina
  - Candidatura per il Miglior trucco e/o acconciatura a Yolanda Piña
- 2017 - Fotogrammi d'argento
  - Miglior attore cinematografico a Eduard Fernández